# Álcool 4-metoxibenzoico
Álcool 4-metoxibenzoico ou álcool anísico é o composto químico orgânico de fórmula química C8H10O2. É o um dos álcoois metoxibenzoicos, derivados do álcool benzílico e anisol. Apresenta-se na forma de cristais incolores a amarelados, com um cheiro levemente doce que fundem a temperatura ambiente.